# Girolamo Albertucci de' Borselli
Girolamo Albertucci de' Borselli (Bolonha, 1432 — Bolonha, 24 de novembro de 1497) foi um historiador italiano.

## Biografia
Filho de Pietro Albertucci, frequentou o Studio di San Domenico recebendo a ordem no ano de 1457. Pregador procurado, visita frequentemente não só Bolonha mas as maiores cidades da Toscana e em 1481 fixou-se no convento de Saint-Maximin-la-Sainte-Baume, na França. Em 1494 foi nominado inquisitor geral de Bolonha.
De seus numerosos escritos de caráter histórico restam somente a Cronica gestorum ac factorum memorabilium civitatis Bononiae ab urbe condita ad annum 1497, a Cronica magistrorum generalium Ordinis fratrum Praedicatorum et omnium gestorum sub ipsis et clarorum virorum eiusdem ordinis in scientia, dignitate et sanctitate e os Additiones ao Chronicon pontificum et imperatorum di Martino Polono.